# 程贻举
程贻举（1942年—），男，湖北武汉人，中华人民共和国政治人物。

## 生平
早年毕业于天津大学机械系，后进入机械部重庆仪表材料研究所学习。1996年，担任四川省重庆市市长助理。次年改任重庆市人民政府副市长。2002年12月，中国民主建国会第八次全国代表大会在北京召开，他出任副主席。2003年，任重庆市人大常委会副主任。2007年12月，中国民主建国会第九次全体代表大会在北京举行。12月20日，大会选举产生新一届中央委员会，他当选为副主席。